# تپه قلعه جیق
تپه قلعه جیق مربوط به دوره اشکانیان - دوره ساسانیان است و در شهرستان آق قلا، بخش مرکزی، روستای قلعه جیق واقع شده و این اثر در تاریخ ۱۰ خرداد ۱۳۸۲ با شمارهٔ ثبت ۸۸۳۸ به‌عنوان یکی از آثار ملی ایران به ثبت رسیده‌است.